# القاسم بن عبد الرحمن بن عبد الله بن مسعود
القاسم بن عبد الرحمن بن عبد الله بن مسعود الهُذَلي الكوفي، تابعي ومحدث الكوفة وقاضيها.

## سيرته
كنيته أبو عبد الرحمن، وهو أخو معن بن عبد الرحمن، وعم القاسم بن معن الفقيه، ولد في صدر خلافة معاوية بن أبي سفيان، طلب الحديث، وكان يتوقى في أخذ الحديث، قال سفيان بن عيينة: «قلت لمسعر بن كدام: من أشد من رأيت توقيا للحديث ؟ قال : القاسم بن عبد الرحمن».
ووليَ قضاء الكوفة، وكان لا يتقاضى المال على مهنة القضاء، فعن حجّاج بن محمّد عن المسعودي عن القاسم «أنّه كان يكره الأخْذَ على أربع: على قراءة القرآن والأذان والقضاء والمقاسم.». وقال محارب بن دثار: «صحبناه إلى بيت المقدس ففضلنا بكثرة الصلاة، وطول الصمت والسخاء»، وقال الذهبي: «وما كان يأخذ على القضاء رزقًا، كان في كفاية». توفّي القاسم بن عبد الرحمن بالكوفة في ولاية خالد بن عبد الله القسري، سنة 116 هـ.

## روايته للحديث
- حدث عن: جابر بن سمرة، وحصين بن قبيصة الفزاري، وحصين بن يزيد التغلبي، وعبد الله بن عمر بن الخطاب، وجده عبد الله بن مسعود مُرْسلاً، وأبيه عبد الرحمَنِ بن عَبد اللَّهِ بن مسعود، ومسروق بن الأجدع، وأبي ذر الغفاري مُرْسلاً.
- حدث عنه: أشعث بن سوار، وجابر الجعفي، والحارث بن حصيرة، والحسن بن عمارة، وسَعِيد بن عُبَيد الطائي، وسليمان الأعمش، وسماك بن حرب، وعَبد اللَّهِ بن عثمان بن خثيم، وعبد الرحمن بن إِسْحَاق الكوفي، وعبد الرحمن بن عبد الله المسعودي، وعُبَيد الله بن محرز، وأبو العميس عتبة بن عبد الله المسعودي، وعطاء بن السائب، وعَمْرو بن مرة، وعيسى بن عبد الرحمن السلمي، ومحمد بن عبد الرحمن بن أبي ليلى، ومُحَمَّد بن قيس، ومسعر بن كدام وأخوه معن بن عَبد الرَّحْمَنِ المسعودي، ومقاتل بن حيان، وموسى الجهني، وأبو إسحاق السبيعي، وأبو إسحاق الشيباني، وأبو سلمة الجهني.[3]
- منزلته في الجرح والتعديل: قال يحيى بن معين: «ثقة»، وقال علي بن المديني: «لم يلق من أصحاب رَسُول اللَّهِ صَلَّى اللَّهُ عليه وسلم غير جابر بن سمرة»، وقال ابن سعد: «كان ثقة، كثير الحديث.». وقال العجلي: «كان على قضاء الكوفة، وكان لا يأخذ على القضاء أجرًا. ثقة، رجل صالح.». روى له أصحاب الكتب الأربعة، ومحمد بن إسماعيل البخاري في صحيحه.[3]